# Vicomté de Rennes
Cet article concerne la vicomté de Rennes, ensemble de fiefs mineurs du pays rennais. Pour le comté de Rennes plus étendu et ses comtes, voir Liste des comtes de Rennes.
Le terme de vicomté de Rennes a été employé pour désigner deux ensembles de fiefs distincts du pays rennais, jouant tous deux un rôle important dans la politique du duché de Bretagne à partir des Xe et XIe siècles. Son usage est cependant contesté. Si, à première vue, il semble synonyme de la vicomté de Porhoët au XIe siècle, son emploi exact reste obscure et sujet à cautions.
Par ailleurs, la même expression a été utilisée pour qualifier de facto les terres relevant de la baronnie de Vitré entre Rennes et Saint-Aubin-du-Cormier ; néanmoins, là encore, une certaine prudence est nécessaire puisqu'il n'est pas question de vicomté de Rennes ou même de vicomtes dans les chartes médiévales, tandis que le rôle exact des barons de Vitré reste à appréhender. Ce n'est qu'au XVIIe siècle que ces possessions rennaises, alors réduites à trois paroisses de Rennes intra-muros, sont érigées en vicomté à proprement parler.

## Vicomté de Rennes et Porhoët
Selon Hubert Guillotel, l'emploi du titre de vicomte de Rennes remonte au moins au Xe siècle, alors qu'il était détenu par un certain Eudes de Rennes, seigneur breton puissant proche de Conan Ier, duc de Bretagne, et de Geoffroy Ier, comte d'Anjou. À sa mort, Geoffroi Ier de Bretagne aurait désigné comme nouveau vicomte Guethenoc, ancêtre de la maison de Rohan. Le rôle joué par Guethenoc et ses successeurs semble avoir été relativement important, puisqu'ils sont cités, parfois immédiatement après le duc lui-même, dans de nombreuses chartes des XIe et XIIe siècles, leur influence sur le pays rennais n'étant vraisemblablement contestée que ponctuellement, notamment lors du règne de Geoffroy Grenonat, puissant comte de Rennes rebelle. Josselin de Porhoët, qui aurait laissé son nom à la ville de Josselin, est par exemple titré vicecomes Britannie dans une charte, soulignant potentiellement une forme de préséance parmi ses pairs. Progressivement, à partir du XIIe siècle, le terme aurait glissé vers celui de vicomte de Porhoët, le Porhoët étant le cœur de leur assise territoriale.
Cette vision est néanmoins remise en cause par Guillotel lui-même, qui souligne que certaines chartes du cartulaire de Redon sont en partie mensongères et ont été utilisées par la famille de Rohan, directement issue des vicomtes de Porhoët, pour se donner une origine mythologique prestigieuse. Guethenoc, dont rien ne permet de connaître l'ascendance avec précision, est par exemple, à tort donc, qualifié de fils de Judicaël de Vannes et de petit-fils de Conan le Tort par Augustin du Paz, plus tard repris par Hervé du Halgouët,.

## Vicomté de Rennes et barons de Vitré
Les barons de Vitré ont également été seigneurs de la vicomté de Rennes, vraisemblablement dès le règne de Riwallon et ce jusqu'en 1715, année de la vente du titre à la famille de Lannion. Celui-ci devient d'ailleurs une figure prééminente de la politique bretonne aux alentours de 1008, ce qui correspond aux dernières apparitions du vicomte Eudes de Rennes dans les chartes. Les terres relèvent alors directement de la baronnie de Vitré. Néanmoins, tout comme pour les vicomtes de Porhoët, le rôle des premiers seigneurs de Vitré est contesté, notamment par Pierre Hévin, maire de Rennes au XVIIe siècle, qui qualifie la vicomté de Rennes de « chimère que l'ignorance de Le Baud a formée et que l'ambition des La Trémoille soutient ». Cette vision est nourrie par le propre surnom de Riwallon, dit le Vicaire, qui viendrait appuyer le rôle secondaire des barons de Vitré à Rennes : ils ne seraient pas vicomtes mais uniquement vicaires, rôle laïc, administratif et judiciaire mineur, directement soumis au pouvoir du comte, réel détenteur du pouvoir.
Cependant, Michel Duval conteste l'analyse de Pierre Hévin, arguant que plusieurs chartes et donations soulignent le rôle des barons de Vitré. André III s'est vu ainsi reconnaître par Louis IX en 1237 des droits sur la forêt de Rennes ainsi que sur des fiefs de Rennes à proprement parler, en compensation de la construction de forteresses par Pierre Mauclerc entre Saint-Aubin-du-Cormier et Rennes, révélant au passage l'étendue des terres rennaises des seigneurs vitréens. De même, Charles de Blois renonce en 1347 à « porter préjudice aux noblesses et libertés des sieurs de Laval en Bretagne », soulignant l'autonomie, la puissance et l'influence des barons de Vitré, également barons puis comtes de Laval depuis 1254, jusque dans Rennes même. Enfin, Guy XIV de Laval s'est assuré que ses possessions rennaises étaient bien respectées, notamment dans le quartier de l'église Toussaints, dans le cadre de l'érection de la troisième enceinte de Rennes en 1444.
Michel Duval note cependant qu'il n'était pas question à proprement dit de « vicomté de Rennes » dans les chartes médiévales et que ce n'est qu'à partir de la fin du XVIe et du début du XVIIe siècles, soit à partir de la vente progressive par la maison de La Trémoille aux marquis d'Épinay de ses terres rennaises, que les barons de Vitré ont commencé à se titrer vicomtes de Rennes. La vicomté s'étendait alors sur le territoire de trois paroisses rennaises : Saint-Germain, Toussaints et Saint-Hélier. Elle jouissait du droit de haute-justice.

## Liste des vicomtes

### Premières attestations
| Nom                            | Règne        | Notes                       |
| ------------------------------ | ------------ | --------------------------- |
| Premiers vicomtes inconnus     |              |                             |
| Eudes de Rennes (? - ap. 1008) | ? - ap. 1008 | Cité dans quelques chartes. |

### Vicomtes vitréens

#### XVIIesiècle-1715: érection en vicomté et maison de La Trémoille-Laval
| Portrait | Nom                                                                    | Règne       | Dynastie           | Notes | Armes |
| -------- | ---------------------------------------------------------------------- | ----------- | ------------------ | --- | ----- |
|          | Henri III de La Trémoille (22 décembre 1598 - 21 janvier 1674)         | ? - 1674    | La Trémoille-Laval | Guy XXI de Laval, fils de Claude de La Trémoille et petits-fils d'Anne de Laval, fille de Guy XVI de Laval. Il est à ce titre le premier membre de la maison de La Trémoille à hériter de la baronnie de Vitré et donc des terres rennaises qui y étaient attachées, qu'il érige en vicomté de Rennes. Entre autres titres, il est également, tout comme ses successeurs, duc de Thouars et comte de Laval, ainsi que paire de France. |       |
|          | Henri Charles de La Trémoille (17 décembre 1620 - 14 septembre 1672)   | 1668 - 1672 | La Trémoille-Laval | Fils du précédent, marié à Émilie de Hesse-Cassel. Il administre les terres de son père impotent et atteint de la goutte, à partir de 1668. Il meurt néanmoins avant son père. Il devient aussi le 4e duc de Thouars. |       |
|          | Louis Maurice de La Trémoille (8 juin 1624 - 25 juin 1681)             | 1674 - 1681 | La Trémoille-Laval | Guy XXII de Laval, Louis Maurice de La Trémoille de son vrai nom, frère du précédent, abbé de Charroux. Reçoit les terres de Laval, Vitré et donc de Rennes, à la mort de son père tandis que Charles Belgique Hollande de La Trémoille hérite de Thouars. |       |
|          | Charles Belgique Hollande de La Trémoille (1655 - 1er juin 1709)       | 1681 - 1709 | La Trémoille-Laval | Guy XXIII de Laval, Charles Belgique Hollande de La Trémoille de son vrai nom, fils d'Henri Charles de La Trémoille, marié à Madeleine de Créquy. |       |
|          | Charles Louis Bretagne de La Trémoïlle (15 mars 1683 - 9 octobre 1719) | 1709 - 1715 | La Trémoille-Laval | Guy XXIV de Laval, Charles Louis Bretagne de La Trémoïlle de son vrai nom, fils du précédent, marié à Marie-Madeleine Motier de La Fayette. Vend la vicomté de Rennes en 1715 à Anne-Bretagne de Lannion. |       |

#### 1715-1790: Derniers vicomtes
| Nom                                    | Règne    | Notes |
| -------------------------------------- | -------- | --- |
| Anne-Bretagne de Lannion (1682 - 1734) | 1715 - ? | Achète le titre à Charles de La Trémoille, héritier des barons des Vitré. Également comte de Lannion, baron de Malestroit, gouverneur de Vannes et d'Auray. |
| René-Jean de Marnière                  | ? - 1790 | Dernier vicomte. Également marquis de Guer. |